# Mary de Aguiar Silva

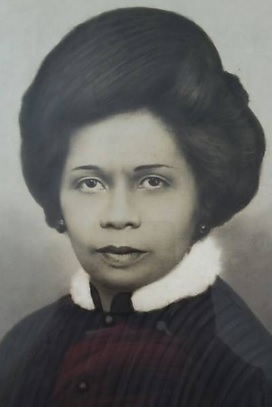
Mary de Aguiar Silva, primeira juíza negra da Bahia

Mary de Aguiar Silva (Salvador, 21 de novembro de 1925 – Salvador, 23 de fevereiro de 2021) foi uma magistrada brasileira. É reconhecida como a primeira mulher negra a ocupar o cargo de juíza na Bahia e no Brasil. Estava internada no Hospital da Bahia onde morreu na noite de terça-feira 23 de fevereiro de 2021 aos 95 anos de idade.

## Vida pessoal e carreira
Nascida em 1925, em Salvador, Mary de Aguiar Silva é filha do motorista de táxi José Catarino de Aguiar Silva e da dona de casa Guiomar Brito de Aguiar Silva. Apesar das dificuldades financeiras, a família valorizava os estudos, e Mary se formou em Direito pela Universidade Federal da Bahia (UFBA) em 1952. Seus irmãos também conseguiram concluir a graduação na mesma universidade – um se tornou médico, e a outra, enfermeira. Em 1954, Mary começou a atuar como promotora. Passou pelas comarcas de Uauá, Tucano e Condeúba, todas no interior da Bahia, até se tornar juíza.[carece de fontes?]
A carreira de juíza teve início em 1962 em Remanso, às margens do Rio São Francisco, a 716 km de Salvador. Em 1967, transferiu-se para Belmonte, no litoral sul do estado. Em 1978, seguiu para Salvador, onde atuou até se aposentar compulsoriamente em novembro de 1995, quando completou 70 anos.[carece de fontes?]
Mary não tem filhos. Suas principais companhias eram a mãe, Guiomar, e a irmã, Vera. Depois da morte da mãe e da irmã, passou a morar com a sobrinha Sheila Aguiar.
Em entrevista ao jornal Folha de S. Paulo, Sheila disse que Mary encontrou dificuldades para exercer seu trabalho, nem tanto por ser negra – a Bahia tem a maior população negra do país –, mas muito por ser mulher em um espaço de poder predominantemente masculino. "Era uma época em que os coronéis comandavam a região", afirmou a sobrinha.
De toda forma, as dificuldades raciais e de gênero que Mary enfrentou não devem ser ignoradas. Segundo levantamento do Conselho Nacional de Justiça (CNJ) dos mais de 17.600 magistrados em atividade no Brasil em 2018, apenas 37% são mulheres. Juízes e juízas negros e pardos representavam, em 2013 apenas 15% dos magistrados brasileiros – apenas 1,4% do total se declarava preto e 14% se declaravam pardos.

## Pioneirismo
Ser a primeira juíza negra da Bahia, filha de uma família humilde, é um duplo desafio do qual Mary se orgulhava. A magistrada sempre fez questão de apontar que, ao contrário do que foi divulgado, Luislinda Valois, desembargadora aposentada e ex-ministra dos Direitos Humanos do governo de Michel Temer, não foi a primeira juíza negra do seu estado.
Luislinda Valois começou sua carreira na magistratura em 1984, portanto, 22 anos depois da nomeação de Mary. Em 2010, o Tribunal de Justiça da Bahia fez uma sessão solene para homenagear as magistradas negras do Estado. Mary foi listada como primeira e Luislinda ficou na terceira posição. Alexandrina Almeida Santos, falecida em 2009, ocupou a função ainda em 1967 se tornando a segunda juíza negra da Bahia.
Ainda assim, Luislinda disse ao jornal baiano A Tarde, a programas de televisão e em eventos oficiais que era a primeira juíza negra do Brasil. Em 2013, Luislinda estrelou campanha do governo da Bahia e como ministra, em 2017, voltou a reafirmar a informação, em vídeos e peças de publicidade.
Mary de Aguiar Silva recebeu no dia 28 de novembro de 2018 a Medalha do Mérito Judiciário. Ao anunciar a condecoração, o presidente do Tribunal de Justiça da Bahia, Gesivaldo Brito, afirmou que tentaram “usurpar” a posição da magistrada.
Mary foi uma das homenageadas do Prêmio Maria Felipa no dia 25 de julho de 2019, "Em cerimônia realizada no foyer do Centro de Cultura da Casa Legislativa, as personalidades consideradas ícones do empoderamento feminino foram homenageadas com bustos que representam uma das heroínas da Independência do Brasil na Bahia". A presidente da Comissão de Defesa dos Direitos da Mulher, da Câmara de Salvador, a vereadora Ireuda Silva (PRB) expressou a honra em ser anfitriã do Prêmio pelo terceiro ano consecutivo. “São mulheres que empunharam suas espadas, lutaram e não precisaram botar fogo em embarcações, mas precisaram tocar fogo em si mesmas, para sentir ardor e entender que ela precisava ir avante para chegar aqui com a vitória na mão.